# Kjeld Holm
Kjeld Holm (født 18. juli 1945, død 2. oktober 2024) var en dansk mag.art., der fra 1994 til 2015 var biskop over Århus Stift.
Holm fødtes i Diernæs nær Hoptrup, og blev student fra Haderslev Katedralskole i 1966. Holm blev uddannet mag.art. i idéhistorie fra Aarhus Universitet i 1972. Holm tog en teologisk tillægseksamen i 1974, og blev efterfølgende ansat som hjælpepræst ved Vejlby Kirke. Fra 1974 indtog han embedet som sognepræst ved Ellevang Kirke indtil 1994, hvor Holm blev valgt som biskop over Århus Stift. Det var han indtil 2015.
Holm var tidligere erklæret socialdemokrat, men valgte i oktober 2017 at melde sig ud af partiet til fordel for Radikale Venstre.
Holm oversatte Paul Tillichs Die verlorene Dimension til dansk og offentliggjorde talrige bøger, delvist sammen med sin lærer Johannes Sløk.